# Tor-Kwerba jezici
Tor-Kwerba jezici, porodica papuanskih jezika s indonezijskog dijela Nove Gvineje. Obuhvaća 24 jezika, koji su se nekada smatrali dijelom transnovogvinejske porodice. 
Danas se dijeli na dvije glavne skupine, 
a. Veliki kwerba, s podskupinama 
a1. kwerba (7) jezika,
a2. mawes [mgk] i
a3. isirawa [srl];
b. Orya-Tor (15) jezika, s podskupinama 
b1. tor (13) jezika,
b2. sause [sao], i
b3. orya [ury]